# Amphinemura handschini
Amphinemura handschini är en bäcksländeart som först beskrevs av Dirk Cornelis Geijskes 1937.  Amphinemura handschini ingår i släktet Amphinemura och familjen kryssbäcksländor. Inga underarter finns listade i Catalogue of Life.